# Copa Presidente de la AFC 2006
La Copa Presidente de la AFC del 2006 fue la 2.ª edición del tercer torneo de clubes más importante de Asia organizado por la AFC, en el cual participaron 8 equipos en el torneo celebrado en Kuching, Malasia. 
El Dordoi Dynamo de Kirguistán venció en la final al Vakhsh de Tayikistán para ser el campeón por primera vez.

## Participantes por asociación
| Zona Oeste Asiático | Zona Oeste Asiático    | Zona Oeste Asiático  | Zona Oeste Asiático | Zona Oeste Asiático |
| Asociación          | Asociación             | AFC Champions League | AFC Cup             | AFC President's Cup |
| ------------------- | ---------------------- | -------------------- | ------------------- | ------------------- |
| 1                   | Arabia Saudíta         | 2+1                  |                     |                     |
| 2                   | Emiratos Árabes Unidos | 2                    |                     |                     |
| 3                   | Irán                   | 2                    |                     |                     |
| 4                   | Catar                  | 2                    |                     |                     |
| 5                   | Uzbekistán             | 2                    |                     |                     |
| 6                   | Irak                   | 2                    |                     |                     |
| 7                   | Kuwait                 | 2                    |                     |                     |
| 8                   | Siria                  | 2                    |                     |                     |
| 9                   | India                  |                      | 2                   |                     |
| 10                  | Jordania               |                      | 2                   |                     |
| 11                  | Líbano                 |                      | 2                   |                     |
| 12                  | Turkmenistán           |                      | 2                   |                     |
| 13                  | Bangladés              |                      | 2                   |                     |
| 14                  | Omán                   |                      | 2-1                 |                     |
| 15                  | Baréin                 |                      | 1                   |                     |
| 16                  | Yemen                  |                      | 2-2                 |                     |
| 17                  | Kirguistán             |                      |                     | 1                   |
| 18                  | Nepal                  |                      |                     | 1                   |
| 19                  | Pakistán               |                      |                     | 1                   |
| 20                  | Sri Lanka              |                      |                     | 1                   |
| 21                  | Tayikistán             |                      |                     | 1                   |
| 22                  | Afganistán             |                      |                     | 0                   |
| 23                  | Palestina              |                      |                     | 0                   |
| Total Participantes | Total Participantes    | 16+1                 | 15-3                | 5                   |

- Arabia Saudíta tuvo un cupo extra en la Liga de Campeones de la AFC debido a que tenían al campeón vigente
- Omán tenía 2 cupos para la Copa AFC pero uno fue descalificado por no registrar sus jugadores a tiempo
- Baréin tenía 2 cupos para la Copa AFC pero solo un equipo participó
- Yemén tenía 2 cupos para la Copa AFC pero ambos fueron descalificados por no registrar sus jugadores a tiempo
- Afganistán y Palestina eran elegibles para la Copa Presidente de la AFC pero desistieron su participación
- Bangladés geográficamente pertenece a la Zona Este

| Zona Este Asiático  | Zona Este Asiático  | Zona Este Asiático   | Zona Este Asiático | Zona Este Asiático  |
| Asociación          | Asociación          | AFC Champions League | AFC Cup            | AFC President's Cup |
| ------------------- | ------------------- | -------------------- | ------------------ | ------------------- |
| 1                   | República de Corea  | 2                    |                    |                     |
| 2                   | Japón               | 2                    |                    |                     |
| 3                   | China               | 2                    |                    |                     |
| 4                   | Vietnam             | 2                    |                    |                     |
| 5                   | Indonesia           | 2-2                  |                    |                     |
| 6                   | Tailandia           | 2-2                  |                    |                     |
| 7                   | Singapur            |                      | 2                  |                     |
| 8                   | Hong Kong           |                      | 2                  |                     |
| 9                   | Malasia             |                      | 2                  |                     |
| 10                  | Maldivas            |                      | 2                  |                     |
| 11                  | Bután               |                      |                    | 1                   |
| 12                  | Camboya             |                      |                    | 1                   |
| 13                  | Taiwán              |                      |                    | 1                   |
| 14                  | Birmania            |                      |                    | 0                   |
| 15                  | Brunéi Darussalam   |                      |                    | 0                   |
| 16                  | Filipinas           |                      |                    | 0                   |
| 17                  | Guam                |                      |                    | 0                   |
| 18                  | Laos                |                      |                    | 0                   |
| 19                  | Macao               |                      |                    | 0                   |
| 20                  | Mongolia            |                      |                    | 0                   |
| 21                  | RPD Corea           |                      |                    | 0                   |
| 22                  | Timor Oriental      |                      |                    | 0                   |
| Total Participantes | Total Participantes | 12-4                 | 8                  | 3                   |

- Indonesia y Taliandia perdieron sus cupos de la Liga de Campeones de la AFC por no registrar sus jugadores a tiempo
- Birmania,Brunéi Darussalam, Filipinas, Guam, Laos, Macao, Mongolia RPD Corea y Timor Oriental eran elegibles para la Copa Presidente de la AFC pero desistieron su participación
- Maldivas geográficamente pertenece a la Zona Oeste

## Sede
| Kuching           |
| ----------------- |
| Sarawak Stadium   |
| Capacidad: 40,000 |
|                   |
| Kuching           |

## Fase de grupos

### Grupo A
| Pos. | Equipo           | Pts. | PJ | G | E | P | GF | GC | Dif. | Clasificación |
| ---- | ---------------- | ---- | -- | - | - | - | -- | -- | ---- | ------------- |
| 1    | Khemara          | 7    | 3  | 2 | 1 | 0 | 8  | 3  | +5   | Semifinales   |
| 2    | Tatung           | 6    | 3  | 2 | 0 | 1 | 10 | 6  | +4   | Semifinales   |
| 3    | Transport United | 3    | 3  | 1 | 0 | 2 | 2  | 7  | −5   |               |
| 4    | Pakistan Army    | 1    | 3  | 0 | 1 | 2 | 2  | 6  | −4   |               |

 Fuente: 
| 10 de mayo de 2006 | Pakistan Army | 1 – 4 | Tatung                                                  | Sarawak Stadium, Kuching                                  |                                                           |
|                    | Jaffar 29'    | [http://www.the-afc.com/uploads/Documents/competitions/fixtures/1144.pdf (enlace roto disponible en Internet Archive; véase el historial, la primera versión y la última). Reporte] | Ahmed 11' (a.g.) · Wu 25' (pen.) · Hsu 49' · Chuang 90' | Asistencia: 100 espectadores Árbitro(s): Ram Krishna Gosh | Asistencia: 100 espectadores Árbitro(s): Ram Krishna Gosh |

| 10 de mayo de 2006 | Khemara                 | 2 – 1 | Transport United | Sarawak Stadium, Kuching                                |                                                         |
|                    | Veasna 45' · Song-u 90' | [http://www.the-afc.com/uploads/Documents/competitions/fixtures/1145.pdf (enlace roto disponible en Internet Archive; véase el historial, la primera versión y la última). Reporte] | Wangchuk 66'     | Asistencia: 100 espectadores Árbitro(s): Subrata Sarkar | Asistencia: 100 espectadores Árbitro(s): Subrata Sarkar |

| 12 de mayo de 2006 | Transport United | 1 – 0 | Pakistan Army | Sarawak Stadium, Kuching                                |                                                         |
|                    | Dorji 90'        | [http://www.the-afc.com/uploads/Documents/competitions/fixtures/1147.pdf (enlace roto disponible en Internet Archive; véase el historial, la primera versión y la última). Reporte] |               | Asistencia: 100 espectadores Árbitro(s): Subrata Sarkar | Asistencia: 100 espectadores Árbitro(s): Subrata Sarkar |

| 12 de mayo de 2006 | Tatung  | 1 – 5 | Khemara                                       | Sarawak Stadium, Kuching                                    |                                                             |
|                    | Hsu 12' | [http://www.the-afc.com/uploads/Documents/competitions/fixtures/1146.pdf (enlace roto disponible en Internet Archive; véase el historial, la primera versión y la última). Reporte] | Song-u 56' · Ung-Chon 59' 72' 77' · Kosal 90' | Asistencia: 50 espectadores Árbitro(s): Abdulhameed Ebrahim | Asistencia: 50 espectadores Árbitro(s): Abdulhameed Ebrahim |

| 14 de mayo de 2006 | Pakistan Army | 1 – 1 | Khemara        | Sarawak Stadium, Kuching                               |                                                        |
|                    | Chacha 36'    | [http://www.the-afc.com/uploads/Documents/competitions/fixtures/1148.pdf (enlace roto disponible en Internet Archive; véase el historial, la primera versión y la última). Reporte] | Sokumpheak 48' | Asistencia: 50 espectadores Árbitro(s): Subrata Sarkar | Asistencia: 50 espectadores Árbitro(s): Subrata Sarkar |

| 14 de mayo de 2006 | Tatung                                 | 5 – 0 | Transport United | Sarawak Stadium, Kuching                                    |                                                             |
|                    | Lin 52' · Chuang 70' 71' 75' · Hsu 89' | [http://www.the-afc.com/uploads/Documents/competitions/fixtures/1149.pdf (enlace roto disponible en Internet Archive; véase el historial, la primera versión y la última). Reporte] |                  | Asistencia: 50 espectadores Árbitro(s): Abdulhameed Ebrahim | Asistencia: 50 espectadores Árbitro(s): Abdulhameed Ebrahim |

### Grupo B
| Pos. | Equipo             | Pts. | PJ | G | E | P | GF | GC | Dif. | Clasificación |
| ---- | ------------------ | ---- | -- | - | - | - | -- | -- | ---- | ------------- |
| 1    | Vakhsh             | 6    | 3  | 2 | 0 | 1 | 6  | 4  | +2   | Semifinales   |
| 2    | Dordoi-Dynamo      | 6    | 3  | 2 | 0 | 1 | 5  | 3  | +2   | Semifinales   |
| 3    | Manang Marshyangdi | 3    | 3  | 1 | 0 | 2 | 3  | 5  | −2   |               |
| 4    | Ratnam             | 3    | 3  | 1 | 0 | 2 | 3  | 5  | −2   |               |

 Fuente: 
| 11 de mayo de 2006 | Manang Marshyangdi | 0 – 2 | Ratnam SC                     | Sarawak Stadium, Kuching                                |                                                         |
|                    |                    | [http://www.the-afc.com/uploads/Documents/competitions/fixtures/1139.pdf (enlace roto disponible en Internet Archive; véase el historial, la primera versión y la última). Reporte] | Jayasuriya 66' · Mohideen 89' | Asistencia: 100 espectadores Árbitro(s): Satop Tongkhan | Asistencia: 100 espectadores Árbitro(s): Satop Tongkhan |

| 11 de mayo de 2006 | Dordoi-Dynamo | 0 – 3 | Vakhsh                                       | Sarawak Stadium, Kuching                            |                                                     |
|                    |               | [http://www.the-afc.com/uploads/Documents/competitions/fixtures/1140.pdf (enlace roto disponible en Internet Archive; véase el historial, la primera versión y la última). Reporte] | Khamrakulov 24' · Karabaev 62' · Rizomov 81' | Asistencia: 100 espectadores Árbitro(s): Sun Baojie | Asistencia: 100 espectadores Árbitro(s): Sun Baojie |

| 13 de mayo de 2006 | Ratnam SC | 0 – 3 | Dordoi-Dynamo                              | Sarawak Stadium, Kuching                            |                                                     |
|                    |           | [http://www.the-afc.com/uploads/Documents/competitions/fixtures/1141.pdf (enlace roto disponible en Internet Archive; véase el historial, la primera versión y la última). Reporte] | Kornilov 21' · Krasnov 66' · Ishenbaev 88' | Asistencia: 100 espectadores Árbitro(s): Sun Baojie | Asistencia: 100 espectadores Árbitro(s): Sun Baojie |

| 13 de mayo de 2006 | Vakhsh      | 1 – 3 | Manang Marshyangdi                        | Sarawak Stadium, Kuching                                |                                                         |
|                    | Rizomov 80' | [http://www.the-afc.com/uploads/Documents/competitions/fixtures/1142.pdf (enlace roto disponible en Internet Archive; véase el historial, la primera versión y la última). Reporte] | A.Gurung 20' · Gauchan 60' · K.Gurung 90' | Asistencia: 100 espectadores Árbitro(s): Satop Tongkhan | Asistencia: 100 espectadores Árbitro(s): Satop Tongkhan |

| 15 de mayo de 2006 | Manang Marshyangdi | 0 – 2 | Dordoi-Dynamo     | Sarawak Stadium, Kuching                                |                                                         |
|                    |                    | [http://www.the-afc.com/uploads/Documents/competitions/fixtures/1143.pdf (enlace roto disponible en Internet Archive; véase el historial, la primera versión y la última). Reporte] | Kornilov 23', 69' | Asistencia: 100 espectadores Árbitro(s): Satop Tongkhan | Asistencia: 100 espectadores Árbitro(s): Satop Tongkhan |

| 15 de mayo de 2006 | Ratnam SC          | 1 – 2 | Vakhsh                            | Negeri Stadium, Kuching                                  |                                                          |
|                    | Ediribandanage 81' | [http://www.the-afc.com/uploads/Documents/competitions/fixtures/1150.pdf (enlace roto disponible en Internet Archive; véase el historial, la primera versión y la última). Reporte] | Rizomov 46' · Izzadeen 74' (a.g.) | Asistencia: 50 espectadores Árbitro(s): Ram Krishna Gosh | Asistencia: 50 espectadores Árbitro(s): Ram Krishna Gosh |

## Fase final
|  | Semifinales                 | Semifinales |   |  | Final           | Final    |  |
|  |                             |             |   |  |                 |          |  |
|  | Kuching, 17 de mayo de 2006 |             |   |  |                 |          |  |
|  | Khemara                     | 0           |   |  |                 |          |  |
|  | Dordoi-Dynamo               | 3           |   |  |                 |          |  |
|  |                             |             |   |  |                 |          |  |
|  |                             |             |   |  | Fecha, pabellón |          |  |
|  |                             |             |   |  | Dordoi-Dynamo   | 2 (t.e.) |  |
|  |                             | Vakhsh      | 1 |  |                 |          |  |
|  |                             |             |   |  |                 |          |  |
|  |                             |             |   |  |                 |          |  |
|  |                             |             |   |  |                 |          |  |
|  | Kuching, 18 de mayo de 2006 |             |   |  |                 |          |  |
|  | Vakhsh                      | 3           |   |  |                 |          |  |
|  | Tatung                      | 1           |   |  |                 |          |  |

### Semifinales
| 17 de mayo de 2006 | Khemara | 0 – 3 | Dordoi-Dynamo                    | Sarawak Stadium, Kuching                                  |                                                           |
|                    |         | [http://www.the-afc.com/uploads/Documents/competitions/fixtures/1177.pdf (enlace roto disponible en Internet Archive; véase el historial, la primera versión y la última). Reporte] | Kornilov 33' 76' · Ishenbaev 41' | Asistencia: 200 espectadores Árbitro(s): Ram Krishna Gosh | Asistencia: 200 espectadores Árbitro(s): Ram Krishna Gosh |

| 18 de mayo de 2006 | Vakhsh                                         | 3 – 1 | Tatung     | Sarawak Stadium, Kuching                                |                                                         |
|                    | Khamrakulov 43' · Savankulov 81' · Ortikov 83' | [http://www.the-afc.com/uploads/Documents/competitions/fixtures/1178.pdf (enlace roto disponible en Internet Archive; véase el historial, la primera versión y la última). Reporte] | Chuang 56' | Asistencia: 100 espectadores Árbitro(s): Subrata Sarkar | Asistencia: 100 espectadores Árbitro(s): Subrata Sarkar |

### Final
| 21 de mayo de 2006 | Dordoi-Dynamo     | 2 – 1 (t. s.) | Vakhsh         | Sarawak Stadium, Kuching                                    |                                                             |
|                    | Amirov 36' y 102' | [http://www.the-afc.com/uploads/Documents/competitions/fixtures/1179.pdf (enlace roto disponible en Internet Archive; véase el historial, la primera versión y la última). Reporte] | Savankulov 52' | Asistencia: 500 espectadores Árbitro(s): Sun Baojie (China) | Asistencia: 500 espectadores Árbitro(s): Sun Baojie (China) |

|  |  |

| DORDOI-DYNAMO:    |    |                    |     |      |
|                   |    |                    |     |      |
| POR               | 1  | Vladislav Volkov   |     |      |
| DEF               | 2  | Nurbek Ahatov      |     |      |
| DEF               | 3  | Talant Samsaliev   |     |      |
| DEF               | 4  | Ruslan Sydykov     |     |      |
| DEF               | 5  | Sergey Kniazev     |     |      |
| MED               | 7  | Aibek Bokoev       |     |      |
| MED               | 11 | Azamat Ishenbaev   | 99' | 120' |
| MED               | 18 | Vadim Harchenko    |     |      |
| DEL               | 9  | Roman Kornilov     |     |      |
| DEL               | 12 | Ildar Amirov       |     | 111' |
| DEL               | 9  | Andrey Krasnov     | 70' | 72'  |
| Sustituciones:    |    |                    |     |      |
| DEL               | 10 | Zamirbek Jumagulov |     | 72'  |
| DEF               | 13 | Timur Kydyraliev   |     | 120' |
| DEL               | 20 | Vladimir Verevkin  |     | 111' |
| Entrenador:       |    |                    |     |      |
| Boris Podkorytovn |    |                    |     |      |

| VAKHSH:                 |    |                      |     |     |
|                         |    |                      |     |     |
| POR                     | 1  | Aslidin Khabibulloev |     |     |
| DEF                     | 4  | Suhib Suvonkulov     | 97' |     |
| DEF                     | 5  | Alexei Negmatov      |     |     |
| DEF                     | 7  | Mahmadkarim Nazarov  |     |     |
| DEF                     | 11 | Mikhrob Zakhurbekov  |     |     |
| MED                     | 6  | Iskandar Nuridinov   |     |     |
| MED                     | 9  | Akmal Sabourov       |     |     |
| MED                     | 10 | Ilhomzhon Ortikov    |     |     |
| DEL                     | 8  | Nazirsho Rizomov     |     |     |
| DEL                     | 12 | Firdavs Faizullaev   |     | 80' |
| DEL                     | 20 | Akhtam Khamrakulov   |     |     |
| Sustituciones:          |    |                      |     |     |
| MED                     | 21 | Nazarali Samiev      |     | 80' |
| Entrenador:             |    |                      |     |     |
| Khikmatullo Shamsudinov |    |                      |     |     |

| Árbitro: Sun Baojie Jueces de línea: Silva Benjamin Ahmed Ameez Cuarto árbitro: Ram Krishna Gosh |

## Campeón
| Bandera de Kirguistán     |
| Dordoi-Dynamo 1.er título |